# NGC 2995
NGC 2995 ist ein Asterismus im Sternbild Segel des Schiffs.
Das Objekt wurde am 5. April 1837 vom britischen Astronomen John Herschel entdeckt.